# Tiên Nhân Động
Tiên Nhân Động (tiếng Trung: 仙人洞, Xiānréndòng), cùng với địa điểm gần đó là hang đá Điếu Đồng Hoàn (tiếng Trung: 吊桶环, Diàotǒnghuán), là một di tích ở làng Đại Nguyên (大源乡), thuộc tỉnh Giang Tây, Trung Quốc và một địa điểm của những khám phá khảo cổ quan trọng về lịch sử Trung Quốc. Nó có nhiều mảnh vỡ đồ gốm thời tiền sử và mang bằng chứng về việc trồng lúa sớm. Tên của hang động ám chỉ những vị tiên bất tử trong thần thoại của Trung Quốc. Hang cao 7 m (23,0 ft), rộng 11 m (36,1 ft), và sâu 14 m (45,9 ft).
Một công bố năm 2012 trên tạp chí Khoa học, đã công bố rằng những mảnh đồ gốm sớm nhất trên thế giới đã được tìm thấy tại địa điểm này, chúng có niên đại đo bằng đồng vị cacbon là khoảng 20.000 đến 19.000 năm trước, vào cuối Thời kỳ băng hà cuối cùng. Dữ liệu carbon 14 được thiết lập bằng cách xác định cẩn thận niên đại các lớp trầm tích xung quanh. Nhiều mảnh gốm có vết cháy xém, cho thấy đồ gốm được dùng để nấu ăn.
Những đồ đựng bằng gốm ban đầu này đã được làm rất tốt trước khi phát minh ra nông nghiệp (có niên đại từ 12.000 đến 10.000 năm trước), bởi những người tiền sử sống lưu động, họ săn bắt và lưu trữ thực phẩm của họ trong thời kỳ băng hà muộn

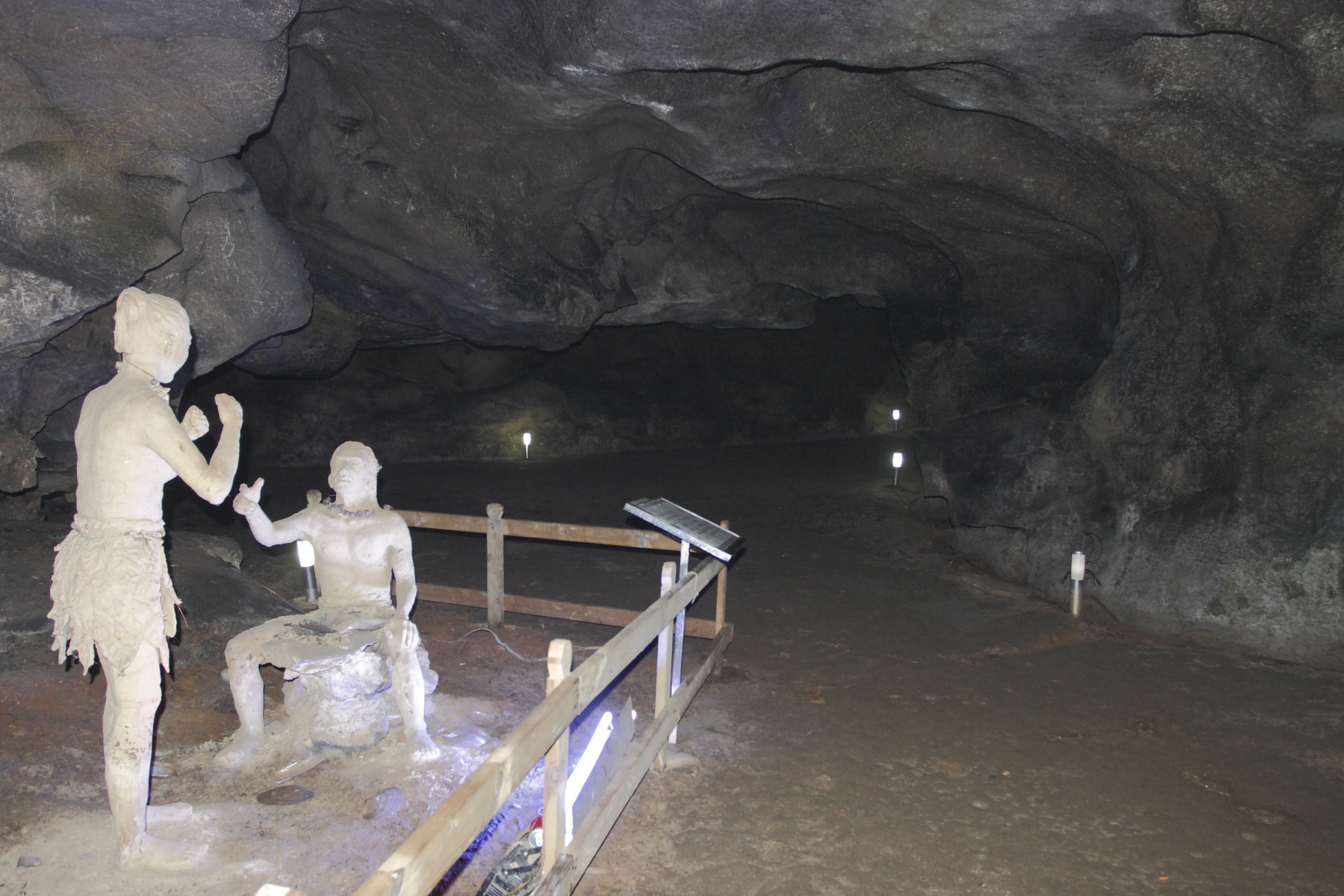
Bên trong hang.
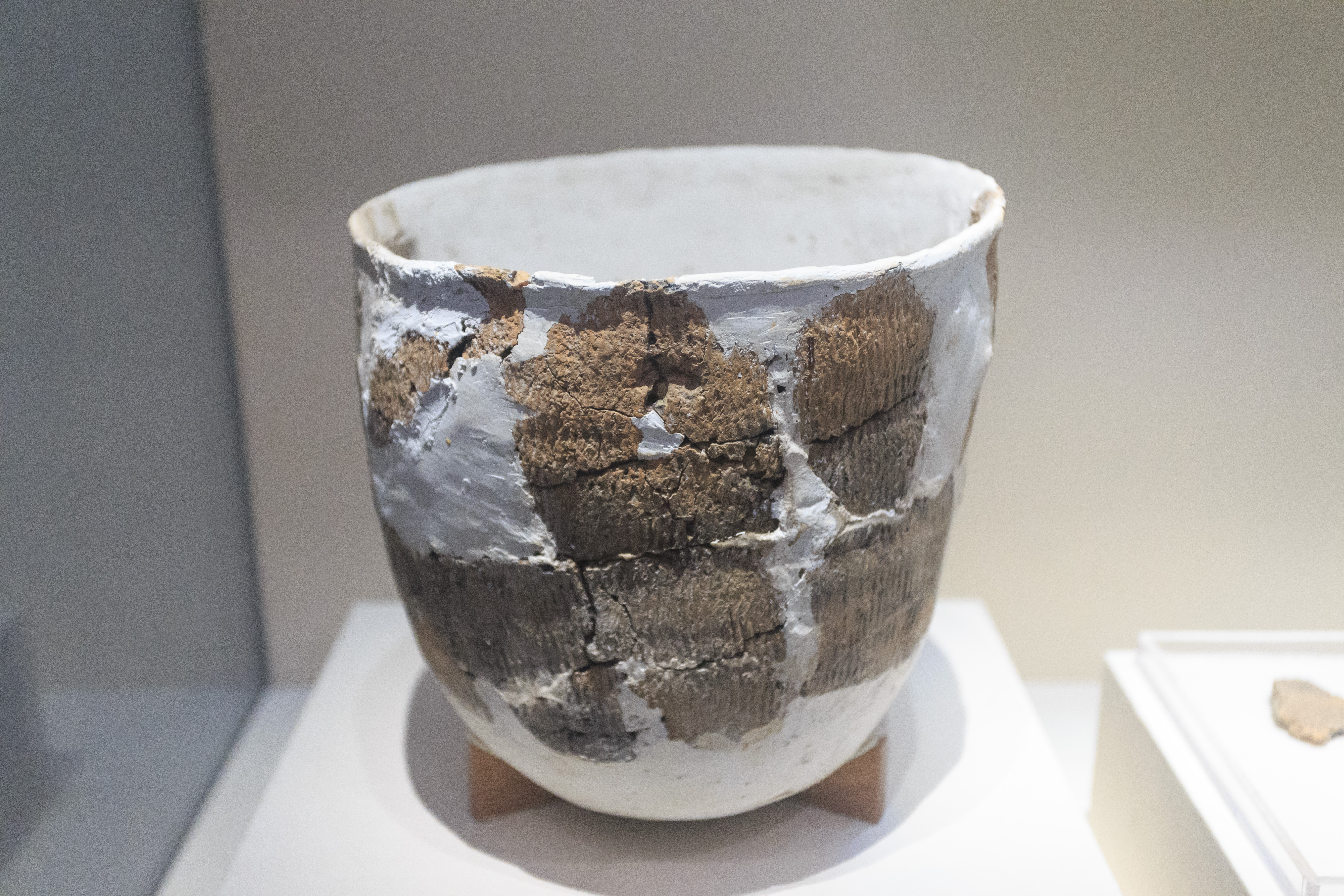
Những mảnh gốm niên đại 20.000-18.000 năm trước được tìm thấy trong hang được phục dựng lại
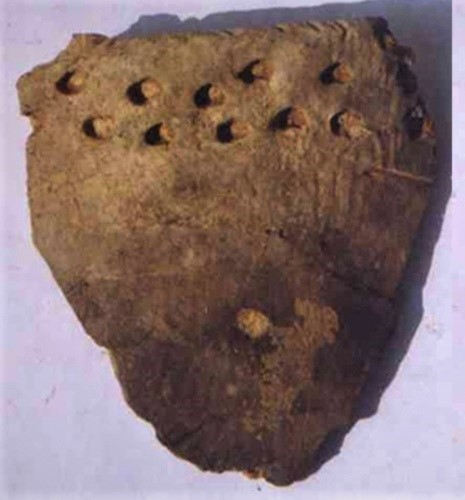
Mảnh gốm niên đại 20.000 năm trước